# 埃齐奥·曼泰利
埃齐奥·曼泰利（義大利語：Ezio Mantelli，1924年2月10日—2003年），意大利前男子篮球运动员。他于1948年5月首次代表国家队参赛，之后他随国家队参加1948年夏季奥林匹克运动会篮球比赛，获得第十七名。